# سلالوم
سلالوم (انگلیسی: Slalom) شرکت خدمات حرفه‌ای آمریکایی است، که در سال ۲۰۰۱ تأسیس شد.